# スペースX CRS-3
スペースX CRS-3(英語: SpaceX CRS-3)は2014年4月18日に国際宇宙ステーション(ISS)の補給のためにNASAとの契約で打ち上げられたスペースXのドラゴン無人宇宙補給機。SpX-3とも称される。無人型ドラゴンの5度目の飛行であり、商業補給サービスの運用3号機であった。
ファルコンv1.0からファルコン9v1.1に切り替えてのドラゴンの最初の打ち上げであった。また、初めてペイロードフェアリングなしに打ち上げられ、ドラゴンに続けてファルコン9ブースター着陸実験を行う初の実験飛行であった。
ファルコン9搭載のCRS-3は2014年4月18日19時25分(UTG)に打ち上げられ、ISS到着後第39次長期滞在の若田光一宇宙飛行士によって4月20日11時14分(UTC)に捕獲され、同日14時9分(UTC)に係留、ドッキングされ、5月18日13時26分までその状態を続けた。CRS-3は軌道離脱も成功し、5月18日19時5分にカリフォルニア沖の太平洋に無事着陸した。

## 運用

### 打ち上げ

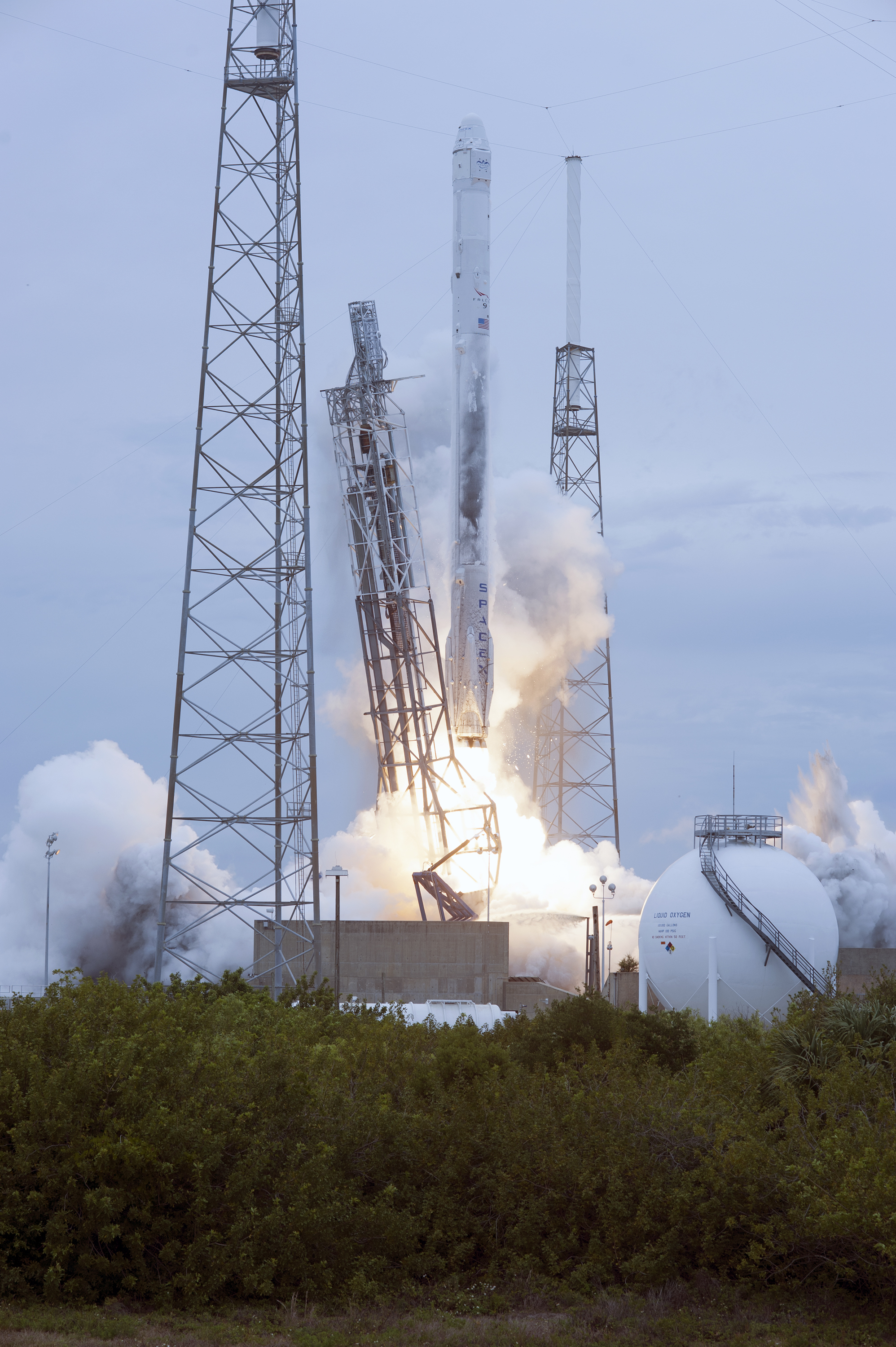
2014年4月18日にケープカナベラルから打ち上げられるCRS-3

打ち上げはNASAが概念的に計画し、2012年11月時点では2013年9月30日以降で予定されており、9月30日打ち上げであれば3日後の2013年10月2日にISSに係留される予定であった。
2013年3月16日時点で、NASAによる打ち上げ予定は2013年11月28日以降であり、打ち上げ3日後に係留される予定となった。2013年8月には、打ち上げ日は2014年1月15日以降に延ばされ、10月にはさらに2月11日に延期、1月23日に打ち上げは2014年3月1日に再設定され、その後さらに3月16日に遅延した。
この2013年12月から2013年初頭への幾つかの遅延は「Visiting Vehicle」と呼ばれるISSのドッキング部の利用順を決める計画に由来するもので、2013年12月にISSで船外活動を必要とする冷却系の問題が発生したことも打ち上げを先延ばしする原因になった。
2014年3月12日、データバッファリング問題、アメリカ東部宇宙ミサイルセンターの作業問題、新型ドラゴンの設計の運用問題、衝撃遮蔽ブランケットの汚染問題などを含むさまざまな理由から打ち上げは2014年4月2日に再設定された。スペースXは最終的に前倒しすることを決め、ドラゴンに積まれている光学ペイロードに衝撃がないことを信じて遮蔽ブランケットに汚染問題が少ないものを使うことにした。
3月26日、東部発射場のレーダー施設のひとつで火災が発生したことによって更なる延期が公表された。これはケープカナベラルからの打ち上げのカバーに必須のレーダーで、打ち上げ軌道での安全保持のため施設の代替通信手段の確立まで打ち上げは延期されることとなった。4月4日、東部発射場のレーダーが修理され、運用状態に戻り打ち上げを支援できる体制となり、4月10日のULAのアトラスVの打ち上げ予定と前後して、CRS-3の打ち上げは4月14日以降、予備日は4月18日と予定された。
4月11日、ISSは外部コンピューターマルチプレクサ/デマルチプレクサ(MDM)が故障し、ISSに必要な冗長性を確保するために4月22日に船外活動で交換を必要とした。MDMの故障による影響の可能性という課題があったものの、CRS-3ミッションの予定は4月14日に留め置かれ、ISSへの係留も打ち上げ2日後の4月16日とされていた。しかし、4月14日の打ち上げ試行時、打ち上げ約1時間前の診断テストで段の分離系に使われる第1ヘリウム供給弁が故障し、打ち上げ運営者はミッションを中止した。地上試験時、冗長用の予備ヘリウム供給弁は試験に成功し打ち上げはおそらく成功すると考えられたが、異常がある場合に打ち上げないのがスペースXの方針であった。
打ち上げはすぐに予備日の4月18日以降に再設定され、この日取りは故障したバルブの置換の後、予定時刻の18日3時25分の打上げウィンドウに天候の制約も無いことが確認されて承認された。18日の打ち上げが中止の場合、打ち上げ予備日は19日土曜日の午後3時2分(東部時間)とされた。
2014年4月18日金曜日の午後7時25分21秒(UTC)に打ち上げが行われた。

### 帰還
ミッション由来のおおよそ1600kgの降下回収貨物は着水2日後の2014年5月20日に船舶でロングビーチ港に回収された。即時性が要求される貨物はカリフォルニアで荷揚げされNASAの受け取り場所まで航空輸送され、残りの貨物はテキサス州のマクレガー試験場で荷揚げされNASAへ輸送され、ここでドラゴンは正式に運用を完了し、燃料が抜かれた。
ドラゴンカプセルの中から水が確認されたが、予備チェックで科学機材は破損していないことが確認された。水の出所は確認されておらず、カプセル解体時に調査される。

## 載貨

### 主要貨物
NASAはスペースXとCRS-3の契約を行い、この中で主要貨物、打ち上げ日時、ドラゴンの打ち上げ時の軌道要素などを決定している。
ISSへの修理材料を含むNASAの資材以外にも、CRS-3ミッションは多数の装置をISSへ運んでいる。
- 高精細地球観測カメラ（英語版） (HDEV) : 見通しの良い複数の異なる角度から地球を撮影できる4機の商用HDビデオカメラ群[11]。NASAによる宇宙の苛酷環境でどのカメラが最も有用かについての調査も行われる[26]。
- OPALS（英語版） : 高帯域幅の宙対地レーザー通信を実証する[27][28]。
- 宇宙空間T細胞活動研究 (TCAS[注釈 1]) : 「微小重力の影響を受けたヒト免疫系の欠陥」についての研究[6]。
- 野菜生産装置（英語版） (VEGGIE) : ISSで科学研究、空気浄化、最終的に人間による消費などの目的でのレタスの育成を可能にする[6]。LEDライトと蛇腹型土台の入った植物成長室を含むVeg-01装置の妥当性が試験される[29][30]。
- ロボノート2試験機の足一対 : ロボノート2は2011年のSTS-133の打ち上げ以来搭載されている。
- MERCCURI計画 : 地球上とISSに構築された環境の微生物多様性を調べる計画。

### 副次貨物
CRS-3ミッションでは主要目的であるNASAのISSへの補給輸送ミッションと同時に、ピギーバック衛星としてファルコン9で5機のキューブサットを展開している。キューブサットは「NASAの超小型衛星の教育向け打ち上げ」計画の下で部分的に資金を得たELaNa-Vミッションの一部である。これらの宇宙機はドラゴン分離後に第2段に取り付けられた4つのP-PODから開放された。
- ALL-STAR/THEIA : ALL-STARはコロラド・宇宙グラント・コンソーシアムの3Uのキューブサット[32]。ALL-STAR[注釈 3]はTHEIA[注釈 4]を装備し、地球にカラー画像を送るために使われる。未来の大学開発衛星用のプラットフォームを意図した超小型衛星バスの初飛行でもあった。コロラド大学ボルダー校製造の3ユニットのキューブサットだが、計画の中心は未来の計画のための基本型宇宙プラットフォームの試験や大学生への衛星の設計、製造、運用経験の提供目的であった。
- KickSat超小型衛星 : キックスターターのウェブサイトでのキャンペーンで資金を得てコーネル大学が開発し、"Sprites"や"ChipSats"と呼ばれる104機のクラッカーサイズの極小型衛星の展開を意図していた[33]。それぞれの衛星は3.2cm四方で、小型化されたソーラパネル、ジャイロスコープ、磁気センサ、遠隔通信機が積まれていた[6][34][35]。キックサットはこの超小型衛星の展開に失敗し、5月14日に大気圏に再突入した[36]。
- フォンサット（英語版）-2.5 : エイムズ研究センターが開発した1Uキューブサット[37][38]。
- SporeSat : エイムズ研究センターとパデュー大学の植物細胞重力感知の実験を目的とした3Uキューブサット[39]
- TestSat-Lite : テイラー大学（英語版）の2Uキューブサット[40]

## 打ち上げ機

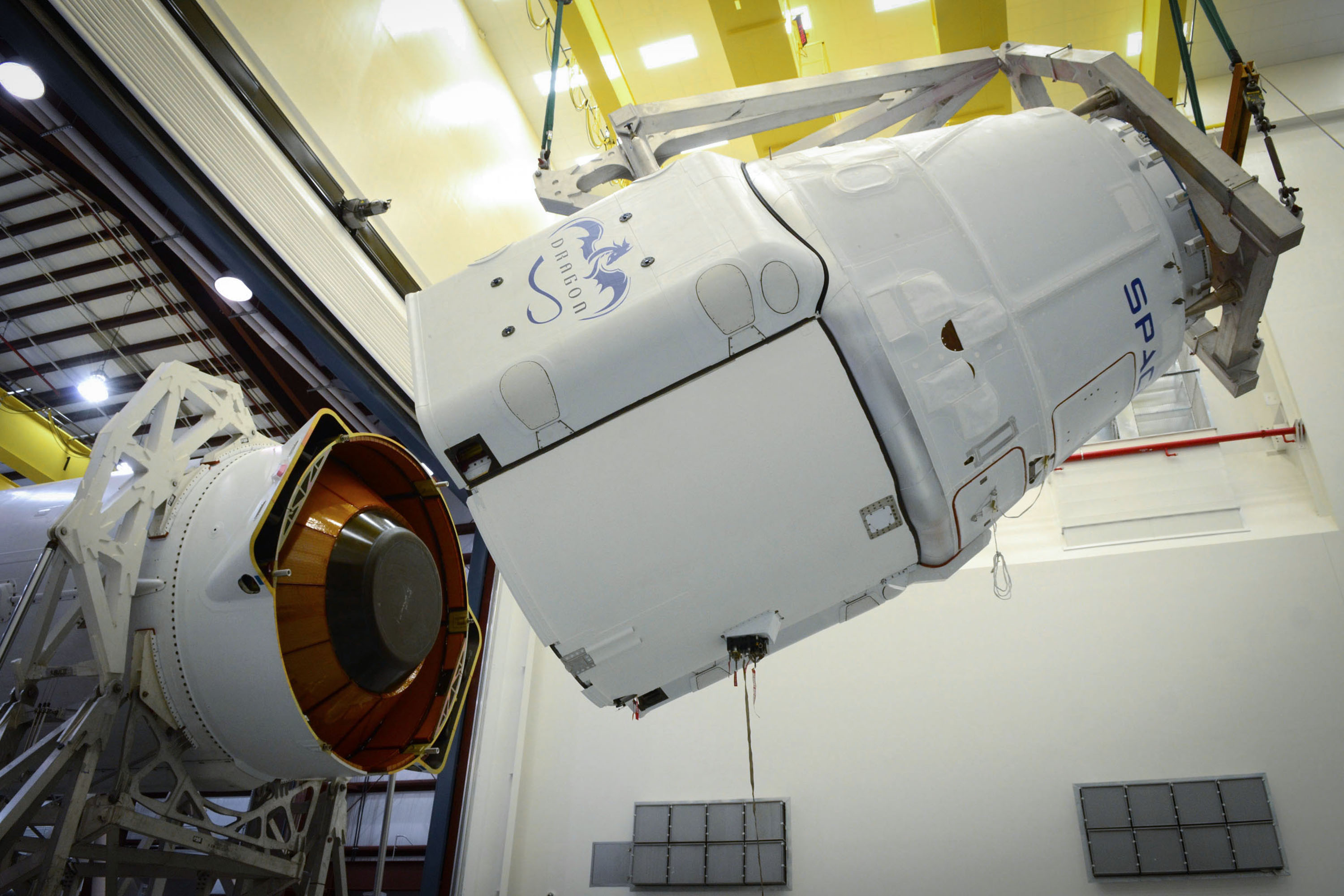
ファルコン9に取り付けられるCRS-3

CRS-3ミッションはファルコン9 v1.1の4度目の打ち上げであり、第1段ブースターがファルコン9ブースター着陸実験の試験飛行に利用されるものとしては2回目だった。
新しい取り組みとして、第2段とドラゴンCRS-3がブースターの第1段から分離された後にファルコン9の第1段ロケットは水上への推進機利用による帰還試験を実施した。これは2013年9月のカシオペを打ち上げたファルコン9の6号機の試験に続いてこの型式では2度目のミッション後高高度試験であった。
4月18日の試験で、CRS-3の第1段は最初に制御軟着水に成功した液体ロケットエンジンブースターとなった。また、着陸模擬試験で初めて着陸脚を展開し、より良い空力誘導旋回制御のために以前の降下試験で利用されたものに比べより強力な気体窒素制御スラスタが試験利用された。第1段は設計通り、傾き回転無し、垂直速度ゼロの状態で成功裏に水面に到達した。スペースXチームは着陸試験中、第1段に設置されたカメラからの映像を得ており、また航空機で遠隔測定記録されていたが、予定される回収区域より4.5-6mほどずれた。第1段は成功裏に海面で停止滞空したが、船が回収可能になる前に大波によって体勢を崩し破壊された。

## 註